# نادي القرارة
نادي شباب القرارة الرياضي هو نادي رياضي فلسطيني في بلدة القرارة في  محافظة خان يونس، من  كان يلعب في دوري قطاع غزة الدرجة الرابعة.

## اللاعبين
- وسيم صافي حارس مرمى
- ابراهيم أبو غنيم مدافع
- محمد الأسطل مهاجم

## نشاطات النادي
- كرة القدم
  - كان يشارك في دوري قطاع غزة الدرجة الرابعة حتى إلغاء البطولة في عام 2013 ولعب بطولة كأس بيبسي لقطاع غزة 2013 وخسر في دور ال64 من اتحاد الشجاعية.
- كرة التنس
  - يوجد في النادي كرة تنس.
- الكارتيه
  - يعتبر من أفضل الأندية في قطاع غزة في الكارتيه.

## مشاركات سابقة
- دوري قطاع غزة الدرجة الرابعة
- كأس بيبسي لقطاع غزة 2013

## انجازات
- فاز ببطولة القدس لنا تحت رعاية الاتحاد الفلسطيني لكرة القدم المصغرة على نادي بيت لاهيا في نهائي البطولة.[3]

## وصلات خارجية
- صفحة النادي على موقع فيسبوك